# Grand Prix Rakouska 2000
Grand Prix Rakouska XXIX Großer A1 Preis von Osterreich
- 16. červenec 2000
- Okruh A1 Ring
- 71 kol x 4,326 km = 307,146 km
- 656. Grand Prix
- 16. vítězství Miki Hakkinena
- 128. vítězství pro McLaren

## Výsledky
| Pozice | Jezdec                | Vůz             | Čas         |
| ------ | --------------------- | --------------- | ----------- |
| 1      | Mika Häkkinen         | McLaren MP4/15  | 1:28'15.818 |
| 2      | David Coulthard       | McLaren MP4/15  | á 0:12:535  |
| 3      | Rubens Barrichello    | Ferrari F1-2000 | á 0:30:795  |
| 4      | Jacques Villeneuve    | BAR 002         | á 1 kolo    |
| 5      | Jenson Button         | Williams FW22   | á 1 kolo    |
| 6      | Mika Salo             | Sauber C19      | á 1 kolo    |
| 7      | Johnny Herbert        | Jaguar R1       | á 1 kolo    |
| 8      | Marc Gené             | Minardi M02     | á 1 kolo    |
| 9      | Pedro Diniz           | Sauber C19      | á 1 kolo    |
| 10     | Alexander Wurz        | Benetton B200   | á 1 kolo    |
| 11     | Luciano Burti         | Jaguar R1       | á 2 kola    |
| 12     | Gaston Mazzacane      | Minardi M02     | á 3 kola    |
| Kolo   | Odstoupili            | -               | -           |
| 58     | Ricardo Zonta         | BAR 002         | Motor       |
| 52     | Ralf Schumacher       | Williams FW22   | Brzdy       |
| 41     | Nick Heidfeld         | Prost AP03      | Kolize      |
| 41     | Jean Alesi            | Prost AP03      | Kolize      |
| 32     | Pedro de la Rosa      | Arrows A21      | Převodovka  |
| 14     | Jos Verstappen        | Arrows A21      | Motor       |
| 4      | Heinz-Harald Frentzen | Jordan EJ10     | Tlak oleje  |
| 0      | Jarno Trulli          | Jordan EJ10     | Kolize      |
| 0      | Giancarlo Fisichella  | Benetton B200   | Kolize      |
| 0      | Michael Schumacher    | Ferrari F1-2000 | Kolize      |
|        | Nestartoval           |                 |             |
|        | Eddie Irvine          | Jaguar R1       |             |

- McLaren přišel o 10 bodů protože vítězný vůz Miki Hakkinena měl porušenou plombu na elektronice

### Nejrychlejší kolo
- David COULTHARD McLaren Mercedes 	1'11,783 - 216.603 km/h

### Vedení v závodě
- 1-38 kolo Mika Häkkinen
- 39-42 kolo David Coulthard
- 43-71 kolo Mika Häkkinen

### Postavení na startu
- Modře – startoval z boxu.

| 1. řada  | 1                     | 2                    |
|          | Mika Hakkinen         | David Coulthard      |
|          | McLaren               | McLaren              |
|          | 1'10,410              | 1'10,795             |
| 2. řada  | 3                     | 4                    |
|          | Rubens Barrichello    | Michael Schumacher   |
|          | Ferrari               | Ferrari              |
|          | 1'10.844              | 1'11.046             |
| 3. řada  | 5                     | 6                    |
|          | Jarno Trulli          | Ricardo Zonta        |
|          | Jordan                | BAR                  |
|          | 1'11.640              | 1'11.647             |
| 4. řada  | 7                     | 8                    |
|          | Jacques Villeneuve    | Giancarlo Fisichella |
|          | BAR                   | Benetton             |
|          | 1'11.649              | 1'11.658             |
| 5. řada  | 9                     | 10                   |
|          | Mika Salo             | Jos Verstappen       |
|          | Sauber                | Arrows               |
|          | 1'11.761              | 1'11.905             |
| 6. řada  | 11                    | 12                   |
|          | Pedro Diniz           | Pedro de la Rosa     |
|          | Sauber                | Arrows               |
|          | 1'11.931              | 1'11.978             |
| 7. řada  | 13                    | 14                   |
|          | Nick Heidfeld         | Alexander Wurz       |
|          | Prost                 | Benetton             |
|          | 1'12.037              | 1'12.038             |
| 8. řada  | 15                    | 16                   |
|          | Heinz Harald Frentzen | Johnny Herbert       |
|          | Jordan                | Jaguar               |
|          | 1'12.043              | 1'12.238             |
| 9. řada  | 17                    | 18                   |
|          | Jean Alesi            | Jenson Button        |
|          | Prost                 | Williams             |
|          | 1'12.304              | 1'12.337             |
| 10. řada | 19                    | 20                   |
|          | Ralf Schumacher       | Marc Gené            |
|          | Williams              | Minardi              |
|          | 1'12.347              | 1'12.722             |
| 11. řada | 21                    | 22                   |
|          | Luciano Burti         | Gaston Mazzacane     |
|          | Jaguar                | Minardi              |
|          | 1'12.822              | 1'13.419             |
| -------- | --------------------- | -------------------- |

- 107% : 1'15"339

### Zajímavosti
- 100 GP pro Davida Coultharda
- 20 GP pro motor Fondmetal a vůz Jaguar
- 10 GP pro Gastona Mazzacaneho, Jensona Buttona a Nicka Heidfelda
- 75 GP pro Jacquese Villeneuvea
- 25 pole pro Hakkinena
- V závodě debutoval Luciano Burti

| Pole position  | Vítězství      | Nej. kolo          |
| Finsko         | Finsko         | Spojené království |
| Mika Häkkinen  | Mika Häkkinen  | David Coulthard    |
| McLaren MP4/15 | McLaren MP4/15 | McLaren MP4/15     |
| 1'10.410       | 1:28'15.818    | 1'11.783           |
| 221.184 km/h   | 208.792 km/h   | 216.954 km/h       |
| -------------- | -------------- | ------------------ |

### Stav MS
- Zelená - vzestup
- Červená - pokles

| *  | Jezdec                | Body |
| -- | --------------------- | ---- |
| 1  | Michael Schumacher    | 56   |
| 2  | David Coulthard       | 50   |
| 3  | Mika Häkkinen         | 48   |
| 4  | Rubens Barrichello    | 36   |
| 5  | Giancarlo Fisichella  | 18   |
| 6  | Ralf Schumacher       | 14   |
| 7  | Jacques Villeneuve    | 11   |
| 8  | Jarno Trulli          | 6    |
| 9  | Heinz-Harald Frentzen | 5    |
| 10 | Jenson Button         | 5    |
| 11 | Mika Salo             | 4    |
| 12 | Eddie Irvine          | 3    |
| 13 | Jos Verstappen        | 2    |
| 14 | Ricardo Zonta         | 1    |
| 15 | Pedro de la Rosa      | 1    |

| * | Vůz      | Body |
| - | -------- | ---- |
| 1 | Ferrari  | 92   |
| 2 | McLaren  | 88   |
| 3 | Williams | 19   |
| 4 | Benetton | 18   |
| 5 | BAR      | 12   |
| 6 | Jordan   | 11   |
| 7 | Sauber   | 4    |
| 8 | Jaguar   | 3    |
| 8 | Arrows   | 3    |

| * | Jezdec         | Body |
| - | -------------- | ---- |
| 1 | Německo        | 75   |
| 2 | Velká Británie | 58   |
| 2 | Finsko         | 52   |
| 4 | Brazílie       | 37   |
| 4 | Itálie         | 24   |
| 6 | Kanada         | 11   |
| 7 | Nizozemsko     | 2    |
| 8 | Španělsko      | 1    |